# گوستاو خوبری
گوستاو خوبری (سوئدی: Gustav Sjöberg; ۲۳ مارس ۱۹۱۳ – ۳ اکتبر ۲۰۰۳) بازیکن فوتبال اهل سوئد بود.
از باشگاه‌هایی که در آن بازی کرده‌است می‌توان به باشگاه فوتبال ای‌آی‌کی اشاره کرد.
وی همچنین در تیم ملی فوتبال سوئد بازی کرده‌است.